# Mraz (album)
Mraz je četrti studijski album slovenske novovalovske skupine Avtomobili. Izšel je leta 1992 pri založbi Rose Records.
Album zaznamuje konec besedil v srbohrvaškem jeziku – skupina odtlej izdaja samo še v slovenskem jeziku.

## Seznam pesmi
Vso glasbo je napisal Mirko Vuksanović. Vsa besedila je napisal pa Marko Vuksanović.
1. "V mrzlih dvoranah"
2. "Drugačno nebo"
3. "Gospodar (tvojega srca)"
4. "Pot domov"
5. "Mraz"
6. "Obljubljena"
7. "Prvi šolski dan"
8. "Enega teh dni"
9. "Lahko bi si mislil"
10. "Prisluhnimo tišini"
11. "Lipe"
12. "Vse za svobodo"
13. "Nezmotljivi"
14. "Bil sem še mlad"
15. "Ne morem nazaj"

## Zasedba
Avtomobili
- Marko Vuksanović — glavni vokal, spremljevalni vokal, bas kitara
- Mirko Vuksanović — klavir, sintesajzer, spremljevalni vokal
- Alan Jakin — kitara
- Lucijan Kodermac — bobni
- Mitja Mokrin — saksofon